# Violación de Bélgica

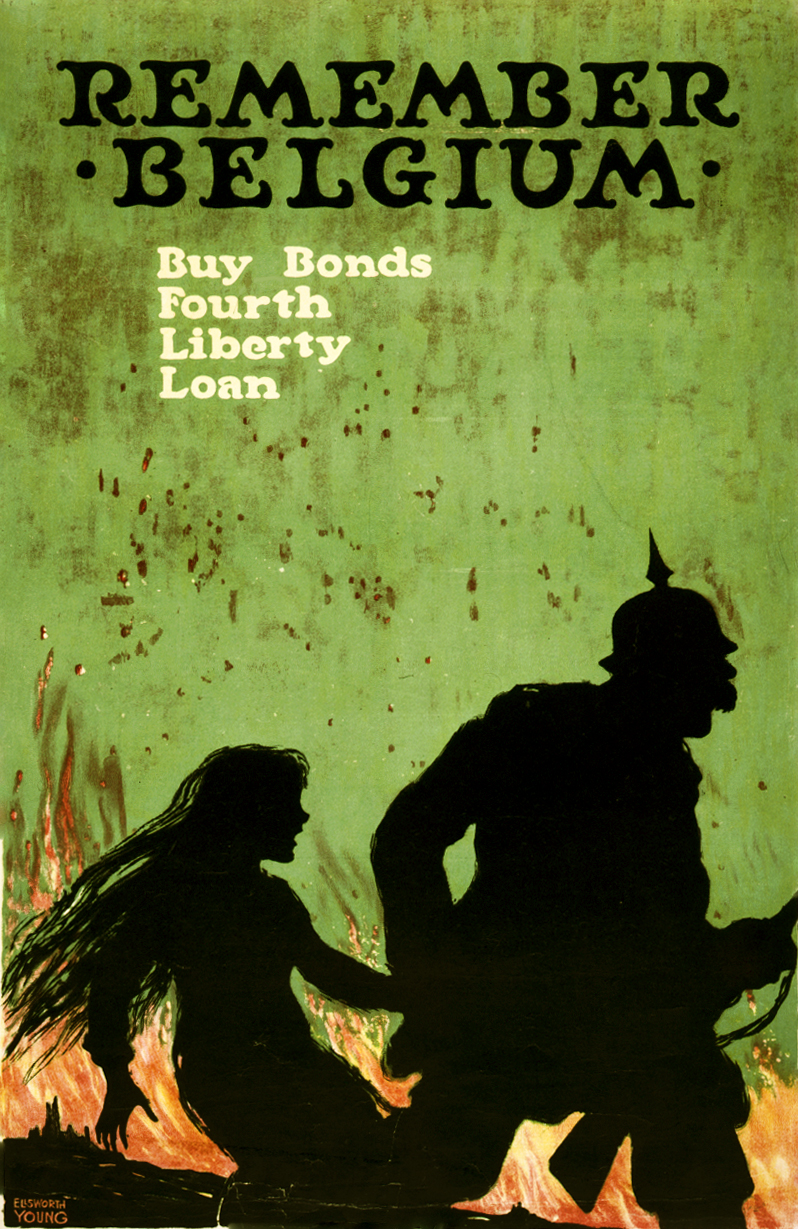
Póster de propaganda estadounidense que evoca las atrocidades alemanas en Bélgica.

La violación de Bélgica es un término histórico utilizado para referirse al trato que recibió la población civil de Bélgica de parte del ejército alemán durante la Primera Guerra Mundial, semanas después de su invasión ocurrida en agosto de 1914 y que duraría hasta finales del conflicto. El término inicialmente tenía motivos propagandisticos, pero la historiografía moderna terminaría confirmando como verídico. Los autores contemporáneos lo utilizan para referirse a la serie de crímenes de guerra alemanes perpetrados durante los primeros meses de la guerra (4 de agosto hasta septiembre de 1914)
La neutralidad de Bélgica había sido garantizada por el Tratado de Londres (1839), el cual había sido firmado por Prusia. No obstante, el Plan Schlieffen requería que las fuerzas armadas alemanas violaran la neutralidad belga para lograr flanquear al ejército francés, concentrado en el este de Francia. El canciller alemán Theobald von Bethmann Hollweg quebrantó el acuerdo de 1839 describiéndolo como "un trozo de papel". Durante los albores de la guerra el ejército alemán protagonizó numerosas atrocidades contra la población civil de Bélgica, tales como el asesinato de 6.000 belgas, la destrucción de 25.000 hogares y otros edificios en 837 comunidades. Un millón y medio de belgas (el 20% de la población total) huyó de la invasión del ejército alemán. La cantidad de civiles que se movilizaron dentro del país es desconocida, las estimaciones varían desde medio millón hasta un millón y medio. A lo largo de toda la guerra, los alemanes mataron a 27.300 civiles belgas de manera directa, y un adicional de 62.000 a través de la privación de alimento y refugio (sin contar las muertes por la epidemia de gripe española).

## Crímenes de guerra

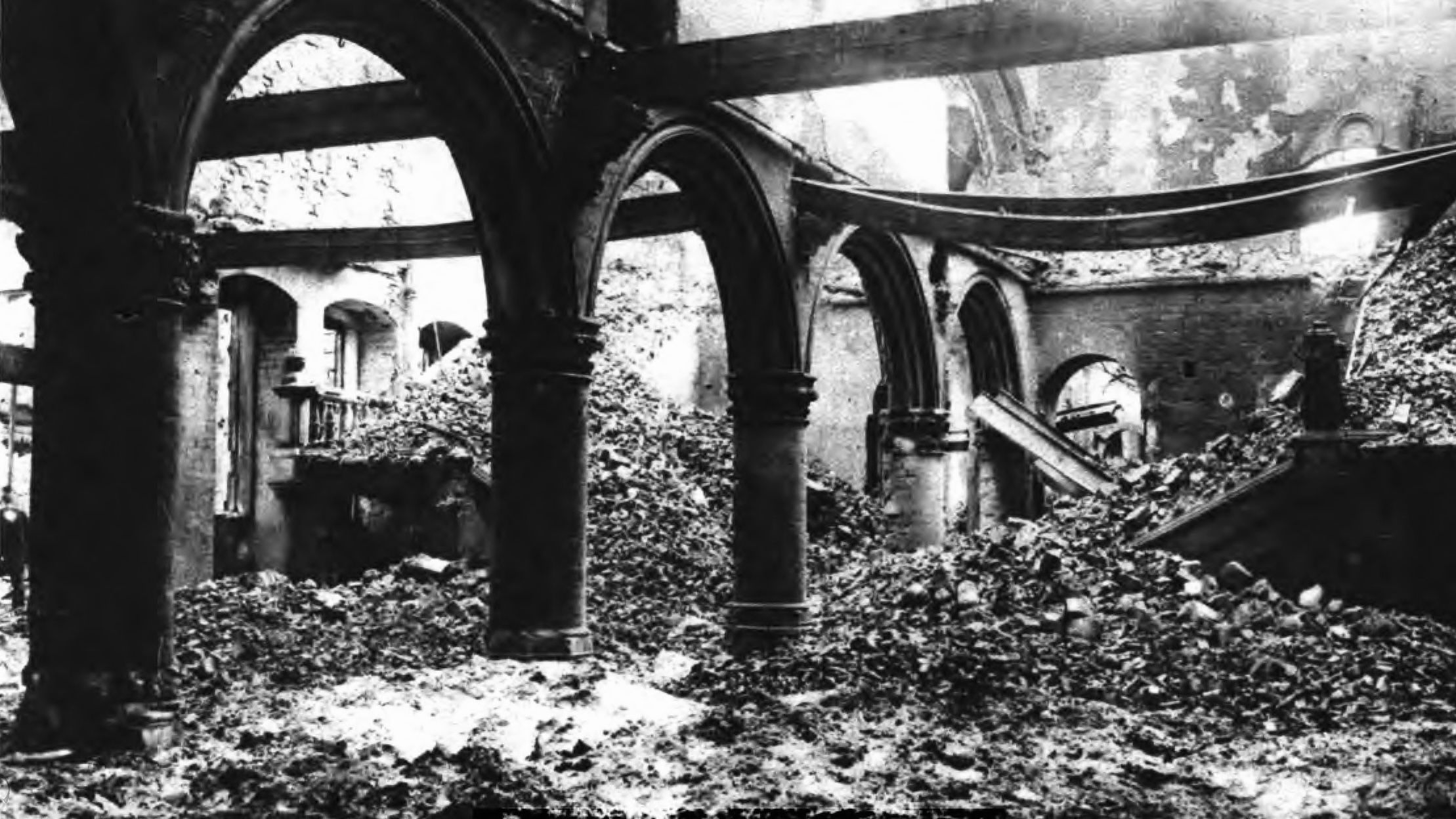
Ruinas de la biblioteca de la Universidad Católica de Lovaina después de que fuera quemada en 1914.

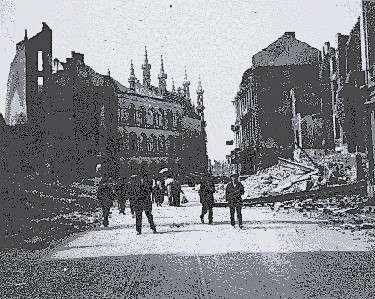
Ruinas de la ciudad de Leuven, 1915.

En algunos lugares, particularmente Lieja, Andenne y Lovaina, pero principalmente Dinant, hubo evidencia de que la violencia contra la población civil fue premeditada. En Dinant, el ejército alemán creyó que los habitantes eran tan peligrosos como los mismos soldados franceses. Las tropas alemanas, temerosas de los guerrilleros belgas, o los franc-tireur, quemaron casas y ejecutaron a civiles en todo el este y centro de Bélgica, incluyendo Aarschot (156 muertos), Andenne (211 muertos), Tamines (383 muertos), y Dinant (674 muertos). Entre las víctimas se contabilizaron mujeres, ancianos y niños.
El 25 de agosto de 1914, el ejército alemán asoló la ciudad de Lovaina, quemando deliberadamente la biblioteca de la universidad que contenía 300.000 libros y manuscritos medievales con gasolina, matando a 248 residentes, y expulsando a la población total comprendida en 10.000 habitantes. Las casas de los civiles fueron incendiadas y los ciudadanos fueron a menudo fusilados donde eran hallados. Más de 2.000 edificios fueron destruidos y grandes cantidades de materiales estratégicos, alimentos y equipo industrial moderno fueron saqueados y transferidos a Alemania, todo esto apenas en 1914. Estas acciones trajeron la condena de la opinión mundial. También hubo varios incidentes de fuego amigo entre los grupos de soldados alemanes durante la confusión.
En la provincia de Brabante, algunas monjas fueron ordenadas por los alemanes a desnudarse bajo el pretexto de que eran espías. En Aarschot, entre agosto y septiembre, las mujeres fueron victimizadas en repetidas ocasiones. El saqueo, el asesinato y las violaciones fueron generalizadas.

## Propaganda

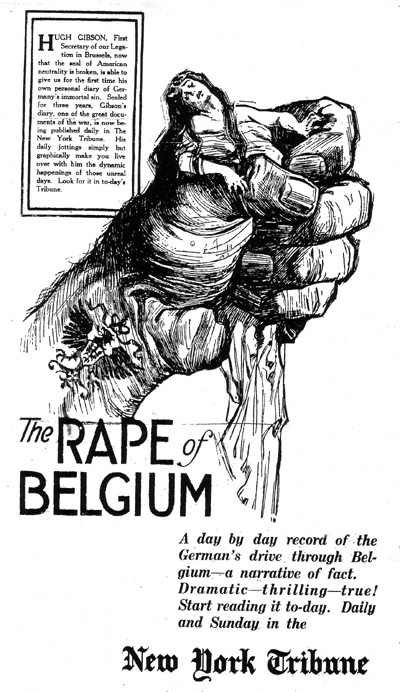
El lema "La violación de Bélgica" (The rape of Belgium) fue utilizado en los Estados Unidos como un método propagandístico para conseguir el apoyo popular para la intervención estadounidense en la Guerra Europea.

De acuerdo con el análisis del historiador Susan Kingsley Kent, la historiadora Nicoletta Gullace escribió que "la invasión de Bélgica, con su muy real sufrimiento, fue sin embargo representada de una manera altamente estilizada a los moradores de perversos actos sexuales, mutilaciones morbosas, y relatos gráficos de abuso infantil a una veracidad a menudo dudosa". En Gran Bretaña, muchos publicistas patriotas propagaron estas historias por su propia voluntad. Por ejemplo, el popular escritor William Le Queux describió al ejército alemán como "la gran banda de Jack el destripador", y escribió en detalles gráficos eventos como el ahorcamiento de una gobernadora desnudada y mutilada, un bebé atravesado por una bayoneta, o los " gritos de mujeres agonizantes" violadas y "terriblemente mutiladas" por los soldados alemanes, acusándolos de haber cortado las manos, pies o pezones a sus víctimas.
Gullace sostiene que los "propagandistas británicos estaban dispuestos a avanzar tan rápido como sea posible a dar una explicación de la guerra que se centró en el asesinato de un archiduque de Austria y su esposa por los nacionalistas serbios a la cuestión moral inequívoca de la invasión de una Bélgica neutral". En apoyo a su tesis, citó dos cartas de Lord Bryce. En la primera carta, Bryce escribe que "Debe haber algo fatalmente mal con nuestra tan llamada civilización para esta causa serbia cuya tan espantosa calamidad ha descendido en toda Europa". En la subsecuente carta, Bryce escribe que "Lo único de lo que tenemos que consolarnos en esta guerra es que todos estamos absolutamente convencidos de la justicia de la causa, y de nuestro deber, que una vez que Bélgica haya sido invadida, a tomar la espada".
Aunque la infame frase alemana "un trozo de papel" (en referencia al Tratado de Londres 1839) galvanizó a un amplio sector de los intelectuales británicos en apoyo de la guerra, en los círculos más proletarios hubo reacciones menores. Por ejemplo, el político laborista Ramsay MacDonald al oír al respecto, declaró que "nunca armamos a nuestra gente y les pedimos que renunciaran a sus vidas por una causa menos buena que esa". Reclutadores del ejército británico informaron problemas al intentar explicar los orígenes de la guerra en términos legales.
A medida que el avance alemán en Bélgica progresaba, los periódicos británicos comenzaron a publicar historias sobre las atrocidades alemanas. La prensa británica, de gran "calidad" en el formato tabloide, mostró menos interés en el "inventario interminable acerca de propiedades robadas y requisa de bienes" que constituía la mayor parte de los informes oficiales belgas. En cambio, las noticias de violaciones y mutilaciones extrañas inundaron la prensa británica. El discurso intelectual del "trozo de papel", fue entonces mezclado con las imágenes más gráficas que representaban a Bélgica como una mujer siendo brutalizada. Algunos ejemplos son las caricaturas de Louis Raemaekers, cuyas obras fueron ampliamente distribuidas en los EE. UU.

## Secuelas

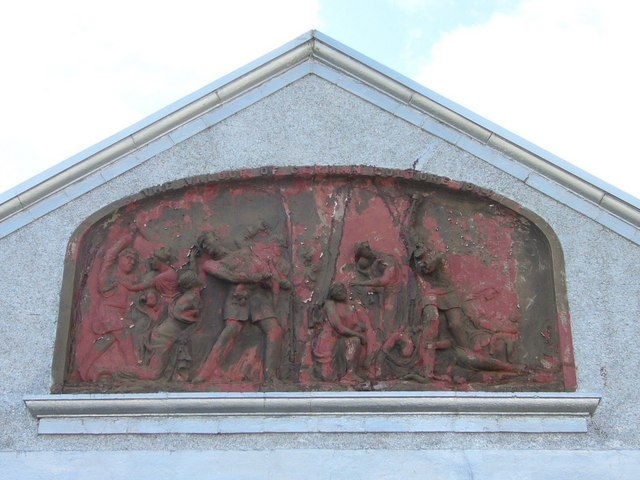
Reliquia de la Gran Guerra, colocada en un callejón del distrito inglés de Bonnington, Edimburgo, que muestra a mujeres siendo agredidas por soldados.

En la década de 1920, los crímenes de guerra ocurridos en agosto de 1914 fueron a menudo desestimados como propaganda británica. En los últimos años los analistas han examinado los documentos originales y encontraron el hecho de que realmente se cometieron atrocidades a gran escala. Hay un debate entre los que creen que el ejército alemán actuó sobre todo fuera de la paranoia y aquellos (incluyendo Lipkes) que hacen hincapié en las causas adicionales. Adam Hochschild escribió en su libro "El fantasma del rey Leopoldo" que la violación de Bélgica tuvo el efecto secundario de barrer fuera de la vista pública las atrocidades cometidas por las fuerzas del rey Leopoldo II de Bélgica en el Estado Libre del Congo. Una campaña internacional había sido montada en repudio a los abusos perpetrados en el Congo entre los años 1900 y 1908, año en que el gobierno belga se hizo cargo del dominio de Leopoldo y paso a convertirla en una colonia con el nombre de Congo Belga. Con los belgas ahora siendo las víctimas, fueron pocos quienes del lado de los aliados quisieron seguir denunciando las atrocidades cometidas en el dominio colonial, donde algunos de los crímenes más fantasiosos como los que paralelamente serían atribuidos a los alemanes de haberlos cometidos a los mismos belgas, como cortarle las manos y los pies a los niños, habían sucedido realmente.
Según Larry Zuckerman, la ocupación alemana superó con creces las limitaciones de la ley internacional impuestas a una potencia ocupante. Una estricta administración militar alemana trató de regular todos los detalles de la vida cotidiana, tanto a nivel personal como grupal (incluyendo castigos colectivos en el proceso) y en el plano económico mediante el aprovechamiento de la industria belga para el progreso alemán y el cobro de indemnizaciones masivas repetitivas en las provincias belgas. Antes de la guerra, Bélgica era la sexta economía más grande en el mundo, pero los alemanes destruyeron la economía belga tan a fondo, desmantelando las industrias y el transporte de los equipos y maquinaria siendo llevadas a Alemania, que nunca pudo recuperar su nivel anterior a la guerra. Más de 100.000 trabajadores belgas fueron deportados por la fuerza a Alemania para trabajar en la economía de la guerra, y también al norte de Francia para construir carreteras y otras instalaciones militares para el ejército alemán.